# Berlin Alexanderplatz
Berlin Alexanderplatz je roman njemačkog pisca Alfreda Döblina, kojeg je 1929. objavio S. Fischer Verlag. U romanu Döblin koristi moderne pripovjedačke tehnike poput unutarnjeg monologa i montažne tehnike, gdje se između ostalog isječci iz novina stavljaju u radnju i na taj način se dobije dojam autentičnosti i vremenske boje.

## Radnja
Franz Biberkopf izlazi iz zatvora Tegel u Berlinu poslije odslužene 4-godišnje kazne zbog ubojstva svoje djevojke Ide, poslije jedne prepirke. Radnja romana slijedi njegov put kada pokušava naći put pravednosi u krugovima sitnih kriminalaca, prostitutki i drugih društvenih izopćenika 1920.-ih u siromašnom Berlinu.

## Ekranizacija
Roman je bio podloga za snimanje dva filma s istoimenim nazivom; prvi 1931. redatelja Piela Jutzia, drugi redatelja Fassbindera 1980. godine. Rainer Werner Fassbinderova inačica je film u trajanju od oko 15 sati koji je prikazan u 13 glava zajedno s epilogom. Fassbinderov film smatra se najdužim svjetskim igranim filmom.